# Ronde van de Toekomst 1966
De Ronde van de Toekomst 1966 (Frans: Tour de l'Avenir 1966) werd gehouden van 2 tot en met 14 juli in Frankrijk.
Deze editie van De Tour de l’Avenir startte in Albi. Op de eerste dag werd in twee delen gekoerst; een ploegentijdrit van 14,5 km en een rit in lijn van 117,5 km. Vanaf de eerste etappe volgde deze ronde tot in finishplaats Parijs elke dag deels dezelfde route als de gelijktijdig gereden Tour de France. In totaal werden twaalf etappes verreden waarvan de zevende etappe een individuele tijdrit was. Op 7 juli was een rustdag in Vars.

## Bijzonderheden
- Aan deze ronde deden uitsluitend landenploegen mee bestaande uit elk acht renners. Er waren twaalf ploegen aan de start. In totaal moest 1948 km door de renners worden afgelegd.
- In de ploegentijdrit (etappe 1 deel 2) werden de tijden van de vier eerste renners per ploeg werden samengeteld om tot de uitslag van de etappe te komen.

## Etappe-overzicht
| etappe         | datum   | start       | finish        | afstand  | winnaar               | klassementsleider  |
| -------------- | ------- | ----------- | ------------- | -------- | --------------------- | ------------------ |
| 1e deel 1 (pt) | 2 juli  | Albi        | Albi          | 14,5 km  | Italië                | Luciano Dalla Bona |
| 1e deel 2      | 2 juli  | Albi        | Albi          | 117,5 km | Harry Steevens        | Harry Steevens     |
| 2e             | 3 juli  | Revel       | Revel         | 142 km   | Jose Gomez Lucas      | Harry Steevens     |
| 3e             | 4 juli  | Castres     | Sète          | 171,5 km | Wladimir Urbanovitsj  | Eddy Beugels       |
| 4e             | 5 juli  | Montpellier | Aubenas       | 144 km   | Attilio Benfatto      | Peter Hill         |
| 5e             | 6 juli  | Privas      | Bourg         | 203 km   | Antonio Albonetti     | Peter Hill         |
| 6e             | 8 juli  | Briançon    | Turijn        | 160 km   | Augustino Tamanes     | Nino Denti         |
| 7e (it)        | 9 juli  | Ivrea       | Ivrea         | 34 km    | Bernard Guyot         | Nino Denti         |
| 8e             | 10 juli | Ivrea       | Chamonix      | 188 km   | Vincente Lopez-Carril | Nino Denti         |
| 9e             | 11 juli | Ugine       | Saint-Étienne | 230 km   | Giorgio Favaro        | Nino Denti         |
| 10e            | 12 juli | Montrond    | Montluçon     | 199 km   | Rini Wagtmans         | Nino Denti         |
| 11e            | 13 juli | La Châtre   | Orléans       | 180 km   | Jan Svorada           | Nino Denti         |
| 12e            | 14 juli | Orléans     | Parijs        | 162 km   | Claude Guyot          | Nino Denti         |

## Eindklassementen

### Algemeen klassement
| rang | renner               | land        | tijd        |
| ---- | -------------------- | ----------- | ----------- |
| 1    | Nino Denti           | Italië      | 51u 36' 49" |
| 2    | Harry Steevens       | Nederland   | op 1' 18"   |
| 3    | Jose Gomez Lucas     | Spanje      | op 2' 53"   |
| 4    | Bernard Guyot        | Frankrijk   | op 4' 31"   |
| 5    | Giorgio Favaro       | Italië      | op 4' 53"   |
| 6    | Willy Van Neste      | België      | op 7' 04"   |
| 7    | Cvetco Bilic         | Joegoslavië | op 10' 04"  |
| 8    | Daniel Biolley       | Zwitserland | op 10' 42"  |
| 9    | Alexandre Dochljakov | Rusland     | op 10' 51"  |
| 10   | Eddy Beugels         | Nederland   | op 11' 22"  |
| 15   | Eef Dolman           | Nederland   | op 13' 25"  |
| 16   | André Van Espen      | België      | op 14' 38"  |

### Puntenklassement
| rang | renner               | land      | tijd  |
| ---- | -------------------- | --------- | ----- |
| 1    | Harry Steevens       | Nederland | 110 p |
| 2    | Attilio Benfatto     | Italië    | 84 p  |
| 3    | Nino Denti           | Italië    | 84 p  |
| 4    | Wladimir Urbanovitsj | Rusland   | 88 p  |
| 5    | Giorgio Favaro       | Frankrijk | 70 p  |
| 7    | Fedor den Hertog     | Nederland | 60 p  |

### Bergklassement
| rang | renner         | land   | tijd |
| ---- | -------------- | ------ | ---- |
| 1    | Giorgio Favaro | Italië | p    |

### Ploegenklassement
| rang | land      | tijd           |
| ---- | --------- | -------------- |
| 1    | Italië    | 156u 01' 57" p |
| 2    | Spanje    | op 1' 46" p    |
| 3    | Frankrijk | op 6' 31" p    |
| 4    | Nederland | op 14' 31" p   |
| 5    | Rusland   | op 36' 08" p   |